# Sharpes
Sharpes est une census-designated place du comté de Brevard, dans l'État de Floride, aux États-Unis,. En 2020, elle compte une population de 3 115 habitants.